# Kevin Deden
Kevin Deden (* 25. Februar 1984 in Tönisvorst) ist ein ehemaliger deutscher Tennisspieler.

## Leben
Deden begann im Alter von vier Jahren Tennis zu spielen. Bei den Junioren war seine beste Platzierung in der Weltrangliste Position 334 im Jahr 2002. Er spielte zehn Jahre in der Tennis-Bundesliga beim TV von 1926 Osterath, Solinger Tennis-Club 1902 und TC Blau-Weiss Neuss. Zweimal hintereinander stand er im Endspiel um die deutsche Tennis-Meisterschaft. 2009 unterlag er Cedrik-Marcel Stebe, im darauf folgenden Jahr scheiterte er nach Siegen gegen Andreas Beck und Jan-Lennard Struff an Peter Gojowczyk. 
Seine höchste Notierung in der Tennisweltrangliste erreichte er 2009 mit Position 398 im Einzel sowie Position 480 im Doppel. Zwischen 2005 und 2010 gewann er auf der ITF Future Tour sechs Doppeltitel; drei davon an der Seite von Martin Emmrich, jeweils einen mit Bastian Knittel, Dustin Brown und Sascha Klör. Auf der ATP Challenger Tour konnte er sich im Verlauf seiner Karriere nicht durchsetzen, bei seinen wenigen Auftritten schied er meist in der ersten Runde aus. Seine größten Erfolge waren Achtelfinalteilnahmen bei den Turnieren in Mönchengladbach 2003 und 2004, Aschaffenburg 2004, Düsseldorf 2008 sowie in Fürth 2010.
Deden ist staatlich geprüfter Tennislehrer und seit 2012 Trainer beim TC Blau-Weiss Neuss.